# Schilbe multitaeniatus
Schilbe multitaeniatus es una especie de peces de la familia Schilbeidae en el orden de los Siluriformes.

## Morfología
• Los machos pueden llegar alcanzar los 26,3 cm de longitud total.

## Reproducción
Es ovíparo.

## Distribución geográfica
Se encuentran en África: Camerún y Gabón.